# 조센징
조센징(일본어: 朝鮮人, ちょうせんじん 조센진[*])은 조선인의  일본어 독음 명칭이다. 본래뚯은 인종 차별적인 의미가 없었으나, 일제강점기를 거치면서 한국인에 대한 멸시의 단어로 사용되기 시작했다. 인터넷 상에서는 헬조선과 비슷한 의미로 쓰이기도 한다.

## 같이 보기
- 조선인
- 조선적